# La morte non conta i dollari
La morte non conta i dollari é um filme italiano de 1966, do subgênero Western spaghetti, dirigido por Riccardo Freda.

## Sinopse
Chegam a cidade de Owell, dominada por violenta quadrilha, um pistoleiro e o filho de um fazendeiro assassinado.

## Elenco
- Mark Damon - Harry Boyd
- Stephen Forsyth - Lawrence White
- Luciana Gilli - Jane White
- Pamela Tudor - Lisabeth
- Giovanni Pazzafini - Doc Lester
- Luciano Pigozzi - Juiz Warren (como Allan Collins)
- Ignacio Spalla - Pablo (como Pedro Sanchez)

## Literatura
- EWALD FILHO, Rubens — Dicionário de Cineastas — 2a. edição — 1985 — LPM